# Marcelo Moreno
Marcelo Martins Moreno (Santa Cruz de la Sierra, 18 de junho de 1987) é um ex-futebolista boliviano que atuava como centroavante. É considerado um dos maiores ídolos da história da Seleção Boliviana.

## Carreira

### Primeiros passos
Começou no futebol na Academia Tahuichi Aguilera, mas não teve muita sorte e foi para as categorias de base do Oriente Petrolero. Para auxiliar a família financeiramente e pagar as passagens de ônibus para treinar no Petrolero, teve que vender salgados, como hambúrguer, empada e refrigerante.

### Oriente Petrolero
Aos 13 anos de idade, começou nas categorias de base do Oriente Petrolero, da Bolívia. Integrou o elenco profissional do clube em 2003, aos 15 anos. Estreou naquele mesmo ano e, até 2004, disputou ao todo 20 jogos e fez dois gols.

### Vitória
Em outubro de 2004, aos 17 anos, foi levado para um período de testes no Vitória.
Aprovado, foi integrado ao time júnior do clube. Contratado pelo Vitória, chamou a atenção das seleções de base do Brasil. Antes de completar 18 anos, foi convocado pela primeira vez à Seleção Brasileira sub-18 e, aos 19, chegou ao sub-20. No tempo em que ficou no Vitória, tornou-se campeão estadual em 2005 e 2007, respectivamente. Ao todo, disputou 64 jogos e fez 18 gols.

### Cruzeiro
No começo de 2007, desembarcou em Belo Horizonte para assinar com o Cruzeiro, quando foi negociado a um grupo de empresários espanhóis, que adquiriu 90% dos direito econômicos do atleta por US$ 400 mil e repassou 40%, sem ônus ao Cruzeiro, assinando contrato de cinco anos pelo clube. Seu primeiro gol com a camisa celeste foi na vitória de 4 a 2 contra o Fluminense, no Mineirão, em 19 de agosto de 2007.
Foi um dos artilheiros da Libertadores dde 2008, com oito gols marcados na edição, formando boa dupla de ataque com Guilherme no primeiro semestre do ano. Ainda conquistou o Campeonato Mineiro de 2008 pelo clube, tendo como ponto alto a goleada por 5 a 0 no primeiro jogo da decisão contra o rival Atlético, onde Moreno marcou o primeiro gol da partida.
Apesar da primeira passagem no clube ter sido rápida com apenas 36 jogos, Marcelo Moreno desenvolveu uma profunda identificação com o torcedor cruzeirense, se despedindo do clube com 21 gols marcados.

### Shakhtar Donetsk
No dia 27 de maio de 2008 foi oficialmente anunciada a venda de Marcelo Moreno para o Shakhtar Donetsk. A equipe ucraniana concordou em pagar 9 milhões de euros pelo jogador. O Cruzeiro tinha 50% dos direitos financeiros, um grupo de empresários tinha 40% e o jogador tinha 10%. Com esta transação ele se tornou o futebolista boliviano mais caro da história.

#### Empréstimo ao Werder Bremen

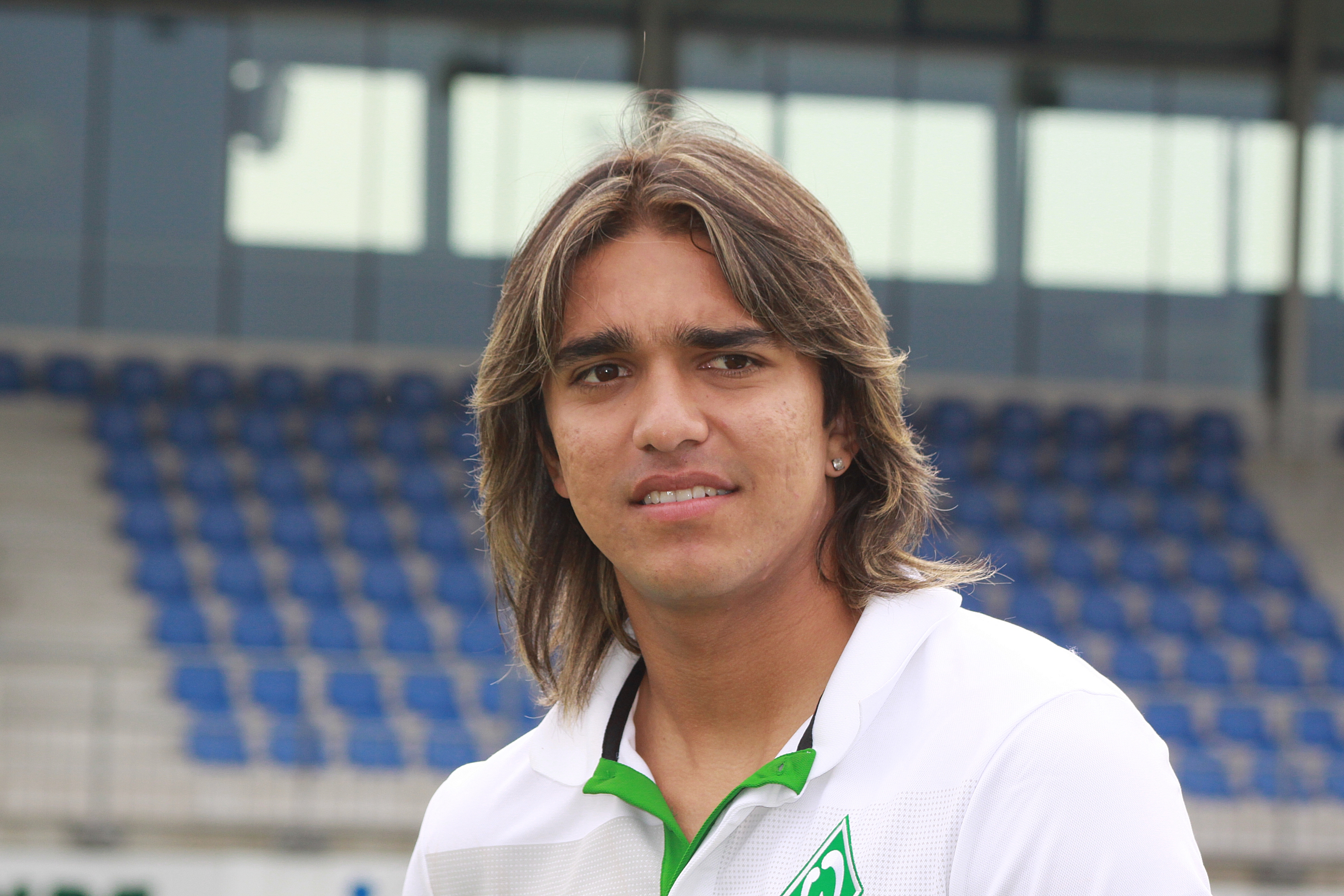
Moreno no Werder Bremen em 2009

No dia 30 de maio de 2009, praticamente um ano depois da sua venda ao Shakhtar Donetsk, Moreno foi emprestado por um ano ao Werder Bremen, da Alemanha, por uma quantia de 2 milhões de euros (5,6 milhões de reais).

#### Empréstimo ao Wigan
O atacante foi novamente emprestado em fevereiro de 2010, dessa vez ao Wigan, da Inglaterra.

### Retorno a Donetsk
Retornou ao Shakhtar Donetsk em julho de 2010, onde permaneceu durante a temporada 2010–11.

### Grêmio

#### 2012
Em 14 de dezembro de 2011, junto de seu empresário e dirigentes do Grêmio, Marcelo Moreno assinou um pré-contrato com o clube. Os valores estipulados estão na casa dos seis milhões de euros e um contrato de quatro anos com o jogador. Além disso, Douglas Costa, meia revelado pelo clube gaúcho, foi envolvido na negociação, sendo liberado para os ucranianos 15% dos direitos federativos. Restou ao Grêmio apenas 5%. No Campeonato Brasileiro, foi o principal artilheiro durante a campanha gremista. Porém, no dia 17 de outubro, protagonizou uma cena que ofuscou seu bom desempenho. Numa partida contra o Fluminense, então líder do campeonato e que disputava o título com o Grêmio, Moreno foi expulso após apenas 43 segundos em campo, por uma cotovelada em Rafael Sóbis. Em entrevista a beira do campo e revoltado com a expulsão, insinuou que havia um complô a favor do time carioca:
| “ | Assim fica fácil. O Fluminense vai ser campeão fácil assim. | ” |

Em 8 de dezembro de 2012, no dia em que o clube inaugurou a Arena do Grêmio, marcou o gol que definiu a primeira vitória do Grêmio no novo estádio. O jogo foi um amistoso contra o Hamburgo, time que o Grêmio derrotou em 1983 quando foi campeão mundial.

#### 2013
Apesar do bom desempenho com a camisa gremista em 2012, Moreno teve um início de 2013 conturbado no clube. Em fevereiro, chegou a ser incluído como parte de pagamento da negociação que levaria o argentino Hernán Barcos ao clube porto-alegrense. Contudo, em parte pelas ofensas de seu pai, Mauro Martins, ao Palmeiras, chamando o clube de "fracassado", o boliviano acabou permanecendo no Rio Grande do Sul, como reserva do próprio recém-contratado.
Em abril, fora dos planos de Vanderlei Luxemburgo para a disputa da segunda fase da Copa Libertadores, Moreno acabou oficialmente afastado do Grêmio. Por ser um atleta caro, os gaúchos passaram a vê-lo como uma boa opção de empréstimo para o Campeonato Brasileiro.

### Flamengo

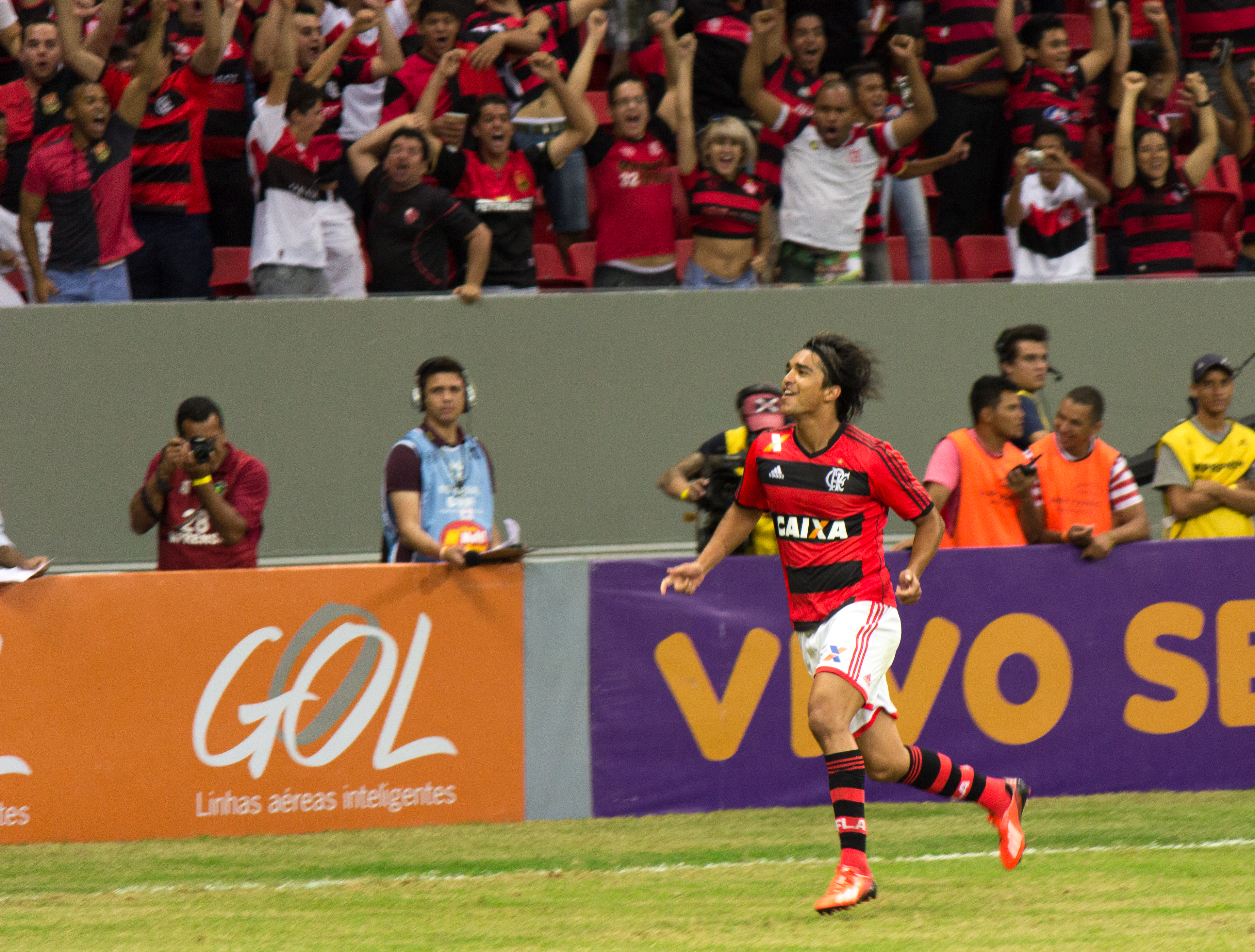
Marcelo Moreno comemorando um gol pelo Flamengo em 2013

Em 29 de abril de 2013, acertou com o Flamengo por empréstimo até o final do ano. A partir de outubro, o rubro-negro teve a opção de compra do atacante. Moreno marcou seu primeiro gol com a camisa do Flamengo no dia 1 de junho, num empate por 2 a 2 contra o Atlético Paranaense, em partida válida pelo Campeonato Brasileiro. Já no dia 29 de junho, em um amistoso disputado contra o São Paulo, o boliviano marcou o gol que garantiu a vitória por 1 a 0, após receber um passe de uma bela jogada de Paulinho. Moreno voltou a balançar as redes no dia 6 de julho, marcando seu terceiro gol num empate por 2 a 2 contra o Coritiba, válido pelo Brasileirão. Porém, com poucas chances no clube após se machucar, acabou perdendo espaço para Hernane e foi devolvido ao Grêmio, tendo marcado apenas cinco gols.

### Retorno ao Cruzeiro
Em 10 de janeiro de 2014, foi oficializado o seu empréstimo ao Cruzeiro. Em entrevista no desembarque do aeroporto, o jogador explicitou a felicidade de retornar ao clube que projetou seu futebol:
| “ | Estou voltando pra casa, é lindo, sentia muitas saudades, vim pra fazer muitos gols. Tomara que seja um ano especial, sei que posso render muito e espero me encaixar o mais rápido possível no grupo e na equipe. | ” |

No primeiro semestre, participou da campanha que levou o time celeste à conquista do Campeonato Mineiro em cima do rival Atlético, de forma invicta.
No dia 7 de dezembro, na vitória por 2 a 1 contra o Fluminense, válida pela última rodada do Campeonato Brasileiro, o jogador alcançou a marca de 45 gols com a camisa celeste com um golaço de voleio (já havia marcado de voleio contra o mesmo Fluminense no jogo da 19ª rodada), ultrapassando o espanhol Fernando Carazo como o maior artilheiro estrangeiro da história do clube mineiro.
Um pouco antes, no dia 23 de novembro, a equipe celeste tornou-se tetracampeã brasileira após a vitória do Cruzeiro sobre o Goiás por 2-1 no Mineirão, com duas rodadas de antecedência, terminando Marcelo Moreno como o terceiro maior artilheiro da competição juntamente com Ricardo Goulart, cada um com 15 gols.

### Changchun Yatai
No dia 17 de fevereiro de 2015, assinou contrato com o Changchun Yatai. No dia 18 de abril de 2015, Marcelo Moreno enfim pôde comemorar no Campeonato Chinês. O atacante marcou seu primeiro gol na competição e ajudou o Changchun Yatai a conquistar sua primeira vitória. E foi em grande estilo. O boliviano acertou um voleio para fazer o segundo gol da goleada por 4 a 1 sobre o Shanghai Shenxin, fora de casa.
| “ | Fico feliz de ter conseguido ajudar o nosso time a conquistar os três pontos. É tudo muito novo aqui e estou me adaptando a este modo de vida. Graças a Deus, consegui marcar meu primeiro gol e contribuir para o resultado positivo. Acredito que essa vitória vai nos dar mais tranquilidade para trabalhar e manter o foco para que melhoremos nossa condição na tabela. Eu quero deixar meu nome gravado neste clube e o gol de hoje foi um bom começo para isso. | ” |

### Wuhan Zall
No dia 13 de fevereiro de 2017, assinou contrato com o Wuhan Zall. Estreou com gol no dia 11 de março de 2017, em um empate na casa de sua equipe pela Segunda Divisão Chinesa. Ao todo, disputou 34 jogos e fez 25 gols em dois anos de clube, sendo artilheiro da League One Chinesa em 2017.

### Shijiazhuang Ever Bright
No dia 18 de janeiro de 2019, assinou contrato com o Shijiazhuang Ever Bright. Ao todo, disputou 13 jogos e fez oito gols em 2019 pelo clube chinês.

### Terceira passagem no Cruzeiro
O jogador conseguiu a rescisão de contrato com o Shijiazhuang Ever Bright para assinar por três temporadas com o Cruzeiro. No dia 16 de fevereiro de 2020, foi anunciado oficialmente pelo clube mineiro.
Em 8 de agosto, completou 100 jogos pela Raposa na vitória por 2 a 1 sobre o Botafogo-SP, válida pela primeira rodada da Série B. Ao todo na temporada de 2020, disputou 32 jogos e fez apenas três gols pelo clube, não conseguindo o acesso à elite do futebol brasileiro.
Em 10 de julho de 2021, Moreno fez dois gols no empate de 3 a 3 com o Botafogo, em jogo válido pela 11ª rodada da Série B. Com esses gols, Moreno tornou-se o maior artilheiro estrangeiro do clube e chegou aos 51 gols, ultrapassando o uruguaio Giorgian De Arrascaeta, que marcou 50 vezes.

### Cerro Porteño
Em 2022, após conseguir a rescisão de contrato com o Cruzeiro, Marcelo Moreno assinou por duas temporadas com o Cerro Porteño, do Paraguai. O experiente atacante, que teve a a sua contratação anunciada oficialmente no dia 10 de fevereiro, realizou sua estreia nove dias depois, na vitória por 2 a 0 contra o Guaraní, pela terceira rodada do torneio Apertura do Campeonato Paraguaio. A partida foi realizada no Estádio Pablo Rojas, popularmente conhecido como La Nueva Olla. Moreno marcou seu primeiro gol pelo Cerro no dia 18 de abril, seis dias após a morte do pai, numa goleada por 4 a 0 diante do Libertad, em jogo válido pelo Torneio Apertura.
O atacante encerrou sua passagem pela equipe com 46 partidas disputadas e sete gols marcados.

### Independiente del Valle
Foi anunciado pelo Independiente del Valle no dia 28 de março de 2023.

### Último retorno ao Cruzeiro e aposentadoria
Marcelo Moreno retornou ao Cruzeiro, onde fez história no passado, para se despedir do futebol em 2024. No entanto, não entrou em campo, apenas se integrando ao elenco e fazendo alguns treinos. Fez seu último ato diante da torcida cruzeirense no dia 7 de abril, antes da final do Campeonato Mineiro, em jogo da final antes do clássico mineiro. O atacante se aposentou aos 36 anos de idade, após 21 de carreira como futebolista profissional.

## Seleção Nacional
Apesar de ter defendido a Seleção Brasileira nas categorias de base, Moreno recebeu sua primeira convocação para a Seleção Boliviana principal em setembro de 2007, aos 20 anos. O atacante estreou no dia 12 de setembro, num amistoso contra o Peru.
Disputou a Copa América de 2011, sendo eliminado com a Seleção Boliviana na primeira fase. Jogou a Copa América de 2015, marcando dois gols e ajudando a Bolívia a chegar as quartas de final. Nessa fase, os bolivianos foram eliminada pelo Peru pelo placar de 3 a 1.
Anunciou em setembro de 2015 que não mais defenderia a Seleção enquanto esta fosse comandada pelo treinador Julio César Baldivieso, que, segundo Moreno, feriu a honra dos jogadores ao tecer críticas após a derrota em partida amistosa para a Argentina por 7 a 0 dias antes. Retornou à Seleção em jogo válido pelas Eliminatórias da Copa do Mundo de 2018, contra o Peru, no dia 1 de setembro de 2016, após a saída de Baldivieso do comando da equipe.
Participou da Copa América de 2019, sendo eliminado com a Seleção Boliviana na primeira fase.
Em 2020, tornou-se capitão da Seleção de forma oficial.
No dia 17 de novembro de 2020, fez seu 21º gol pela Bolívia, em partida válida pelas Eliminatórias da Copa do Mundo de 2022, no empate em 2 a 2 com o Paraguai, tornando-se o maior artilheiro da história da Seleção, ultrapassando Joaquín Botero, o antigo dono do recorde (20 gols). Além disso, foi o artilheiro das Eliminatórias com dez gols marcados em 16 partidas por sua seleção.
Participou da Copa América de 2021, sendo eliminado com a seleção boliviana na primeira fase. O centroavante ogou apenas alguns minutos da competição, por ter contraído COVID-19.
Realizou sua centésima partida pela Bolívia no dia 28 de março de 2023, em amistoso contra a Arábia Saudita, marcando um gol na vitória boliviana por 2 a 1.
No dia 8 de setembro de 2023, fez seu 103º jogo pela Bolívia, em partida válida pelas Eliminatórias da Copa do Mundo de 2026, a derrota por 5 a 1 para o Brasil, tornando-se o jogador com mais partidas na história da Seleção Boliviana, ultrapassando o zagueiro Ronald Raldes, antigo dono do recorde (102 jogos).
Após as partidas contra Peru e Uruguai pelas Eliminatórias, Moreno anunciou sua aposentadoria da Seleção Boliviana no dia dia 13 de novembro.

## Estatísticas
Abaixo todas as estatísticas completas de carreira.

### Clubes
| Clube                    | Temporada         | Campeonato nacional | Campeonato nacional | Copa nacional[a] | Copa nacional[a] | Competições continentais[b] | Competições continentais[b] | Outros torneios[c] | Outros torneios[c] | Total | Total |
| Clube                    | Temporada         | Jogos               | Gols                | Jogos            | Gols             | Jogos                       | Gols                        | Jogos              | Gols               | Jogos | Gols  |
| ------------------------ | ----------------- | ------------------- | ------------------- | ---------------- | ---------------- | --------------------------- | --------------------------- | ------------------ | ------------------ | ----- | ----- |
| Oriente Petrolero        | 2003              | 8                   | 0                   | 0                | 0                | 0                           | 0                           | 0                  | 0                  | 8     | 0     |
| Oriente Petrolero        | 2004              | 12                  | 2                   | 0                | 0                | 0                           | 0                           | 0                  | 0                  | 12    | 2     |
| Oriente Petrolero        | Total             | 20                  | 2                   | 0                | 0                | 0                           | 0                           | 0                  | 0                  | 20    | 2     |
| Vitória                  | 2005              | 0                   | 0                   | 0                | 0                | 0                           | 0                           | 0                  | 0                  | 0     | 0     |
| Vitória                  | 2006              | 30                  | 12                  | 4                | 0                | 0                           | 0                           | 16                 | 4                  | 50    | 16    |
| Vitória                  | 2007              | 0                   | 0                   | 4                | 1                | 0                           | 0                           | 10                 | 1                  | 14    | 2     |
| Vitória                  | Total             | 30                  | 12                  | 8                | 1                | 0                           | 0                           | 26                 | 5                  | 64    | 18    |
| Cruzeiro                 | 2007              | 13                  | 6                   | 0                | 0                | 1                           | 0                           | 0                  | 0                  | 14    | 6     |
| Cruzeiro                 | 2008              | 1                   | 1                   | 0                | 0                | 10                          | 8                           | 11                 | 6                  | 22    | 15    |
| Cruzeiro                 | 2014              | 32                  | 15                  | 7                | 4                | 4                           | 0                           | 14                 | 5                  | 57    | 24    |
| Cruzeiro                 | Total             | 46                  | 22                  | 7                | 4                | 15                          | 8                           | 25                 | 11                 | 93    | 45    |
| Shakhtar Donetsk         | 2008–09           | 14                  | 2                   | 1                | 1                | 6                           | 0                           | 0                  | 0                  | 21    | 3     |
| Shakhtar Donetsk         | 2010–11           | 18                  | 5                   | 2                | 2                | 3                           | 0                           | 0                  | 0                  | 23    | 7     |
| Shakhtar Donetsk         | 2011–12           | 0                   | 0                   | 1                | 1                | 1                           | 0                           | 0                  | 0                  | 2     | 1     |
| Shakhtar Donetsk         | Total             | 32                  | 7                   | 4                | 4                | 10                          | 0                           | 0                  | 0                  | 46    | 11    |
| Werder Bremen            | 2009–10           | 5                   | 0                   | 3                | 2                | 4                           | 1                           | 0                  | 0                  | 12    | 3     |
| Werder Bremen            | Total             | 5                   | 0                   | 3                | 2                | 4                           | 1                           | 0                  | 0                  | 12    | 3     |
| Wigan                    | 2009–10           | 12                  | 0                   | 0                | 0                | 0                           | 0                           | 0                  | 0                  | 12    | 0     |
| Wigan                    | Total             | 12                  | 0                   | 0                | 0                | 0                           | 0                           | 0                  | 0                  | 12    | 0     |
| Grêmio                   | 2012              | 28                  | 10                  | 8                | 3                | 5                           | 1                           | 15                 | 8                  | 56    | 22    |
| Grêmio                   | 2013              | 0                   | 0                   | 0                | 0                | 3                           | 0                           | 2                  | 0                  | 5     | 0     |
| Grêmio                   | 2015              | 0                   | 0                   | 0                | 0                | 0                           | 0                           | 6                  | 2                  | 6     | 2     |
| Grêmio                   | Total             | 28                  | 10                  | 8                | 3                | 8                           | 1                           | 23                 | 10                 | 67    | 24    |
| Flamengo                 | 2013              | 16                  | 2                   | 4                | 2                | 0                           | 0                           | 1                  | 1                  | 21    | 5     |
| Flamengo                 | Total             | 16                  | 2                   | 4                | 2                | 0                           | 0                           | 1                  | 1                  | 21    | 5     |
| Changchun Yatai          | 2015              | 24                  | 9                   |                  |                  |                             |                             |                    |                    | 24    | 9     |
| Changchun Yatai          | 2016              | 29                  | 13                  |                  |                  |                             |                             |                    |                    | 29    | 13    |
| Changchun Yatai          | Total             | 53                  | 22                  |                  |                  |                             |                             |                    |                    | 53    | 22    |
| Wuhan Zall               | 2017              | 29                  | 23                  |                  |                  |                             |                             |                    |                    | 29    | 23    |
| Wuhan Zall               | 2018              | 5                   | 2                   |                  |                  |                             |                             |                    |                    | 5     | 2     |
| Wuhan Zall               | Total             | 34                  | 25                  |                  |                  |                             |                             |                    |                    | 34    | 25    |
| Shijiazhuang Ever Bright | 2019              | 12                  | 7                   | 1                | 1                | 0                           | 0                           | 0                  | 0                  | 13    | 8     |
| Shijiazhuang Ever Bright | Total             | 12                  | 7                   | 1                | 1                | 0                           | 0                           | 0                  | 0                  | 13    | 8     |
| Cruzeiro                 | 2020              | 26                  | 3                   | 2                | 0                |                             |                             | 4                  | 0                  | 32    | 3     |
| Cruzeiro                 | 2021              | 17                  | 5                   | 1                | 0                |                             |                             | 4                  | 1                  | 22    | 6     |
| Cruzeiro                 | Total             | 43                  | 8                   | 3                | 0                |                             |                             | 8                  | 1                  | 54    | 9     |
| Cerro Porteño            | 2022              | 30                  | 6                   | 1                | 0                | 7                           | 1                           |                    |                    | 38    | 7     |
| Cerro Porteño            | 2023              | 5                   | 0                   | 0                | 0                | 2                           | 0                           | 1                  | 0                  | 8     | 0     |
| Cerro Porteño            | Total             | 35                  | 6                   | 1                | 0                | 9                           | 1                           | 1                  | 0                  | 46    | 7     |
| Independiente del Valle  | 2023              | 20                  | 4                   | 0                | 0                | 7                           | 0                           | 2                  | 0                  | 29    | 4     |
| Independiente del Valle  | Total             | 20                  | 4                   | 0                | 0                | 7                           | 0                           | 2                  | 0                  | 29    | 4     |
| Cruzeiro                 | 2024              | —                   | —                   | —                | —                | —                           | —                           | —                  | —                  | —     | —     |
| Cruzeiro                 | Total             | —                   | —                   | —                | —                | —                           | —                           | —                  | —                  | —     | —     |
| Total na carreira        | Total na carreira | 386                 | 127                 | 39               | 17               | 53                          | 11                          | 86                 | 28                 | 564   | 183   |

- a. ^ Jogos da Copa do Brasil, Copa da Alemanha, Supercopa da Alemanha, Copa da Inglaterra, Copa da Ucrânia e Copa do Paraguai
- b. ^ Jogos da Copa Sul-Americana, Copa Libertadores, Liga dos Campeões da UEFA,  Liga Europa da UEFA e Desafio de Clubes da UEFA–CONMEBOL
- c. ^ Jogos do Campeonato Baiano, Campeonato Mineiro, Campeonato Gaúcho e Amistosos

### Seleção Boliviana[65]

#### Seleção principal
| Ano   |       |      |
| Ano   | Jogos | Gols |
| ----- | ----- | ---- |
| 2007  | 4     | 2    |
| 2008  | 8     | 3    |
| 2009  | 6     | 2    |
| 2010  | 1     | 1    |
| 2011  | 12    | 2    |
| 2012  | 6     | 0    |
| 2013  | 9     | 2    |
| 2014  | 3     | 0    |
| 2015  | 6     | 2    |
| 2016  | 6     | 0    |
| 2017  | 6     | 1    |
| 2018  | 5     | 2    |
| 2019  | 4     | 1    |
| 2020  | 3     | 3    |
| 2021  | 13    | 7    |
| 2022  | 6     | 2    |
| 2023  | 10    | 1    |
| Total | 108   | 31   |

|     | Data                   | Local                            | Adversário        | Placar | Resultado | Competição                  |
| --- | ---------------------- | -------------------------------- | ----------------- | ------ | --------- | --------------------------- |
| 1.  | 20 de novembro de 2007 | San Cristóbal, Venezuela         | Venezuela         | 3–5    | Derrota   | Elim. Copa do Mundo de 2010 |
| 2.  | 20 de novembro de 2007 | San Cristóbal, Venezuela         | Venezuela         | 3–5    | Derrota   | Elim. Copa do Mundo de 2010 |
| 3.  | 18 de junho de 2008    | La Paz, Bolívia                  | Paraguai          | 4–2    | Vitória   | Elim. Copa do Mundo de 2010 |
| 4.  | 14 de outubro de 2008  | La Paz, Bolívia                  | Uruguai           | 2–2    | Empate    | Elim. Copa do Mundo de 2010 |
| 5.  | 14 de outubro de 2008  | La Paz, Bolívia                  | Uruguai           | 2–2    | Empate    | Elim. Copa do Mundo de 2010 |
| 6.  | 1 de abril de 2009     | La Paz, Bolívia                  | Argentina         | 6–1    | Vitória   | Elim. Copa do Mundo de 2010 |
| 7.  | 11 de outubro de 2009  | La Paz, Bolívia                  | Brasil            | 2–1    | Vitória   | Elim. Copa do Mundo de 2010 |
| 8.  | 7 de outubro de 2010   | Santa Cruz de la Sierra, Bolívia | Venezuela         | 1–3    | Derrota   | Amistoso                    |
| 9.  | 7 de outubro de 2011   | Montevidéu, Uruguai              | Uruguai           | 2–4    | Derrota   | Elim. Copa do Mundo de 2014 |
| 10. | 11 de novembro de 2011 | Buenos Aires, Argentina          | Argentina         | 1–1    | Empate    | Elim. Copa do Mundo de 2014 |
| 11. | 26 de março de 2013    | La Paz, Bolívia                  | Argentina         | 1–1    | Empate    | Elim. Copa do Mundo de 2014 |
| 12. | 11 de junho de 2013    | Santiago, Chile                  | Chile             | 1–3    | Derrota   | Elim. Copa do Mundo de 2014 |
| 13. | 15 de junho de 2015    | Valparaíso, Chile                | Equador           | 3–2    | Vitória   | Copa América de 2015        |
| 14. | 25 de junho de 2015    | Temuco, Chile                    | Peru              | 1–3    | Derrota   | Copa América de 2015        |
| 15. | 28 de março de 2017    | La Paz, Bolívia                  | Argentina         | 2–0    | Vitória   | Elim. Copa do Mundo de 2018 |
| 16. | 10 de setembro de 2018 | Riade, Arábia Saudita            | Arábia Saudita    | 2–2    | Empate    | Amistoso                    |
| 17. | 13 de outubro de 2018  | Rangum, Mianmar                  | Mianmar           | 3–0    | Vitória   | Amistoso                    |
| 18. | 18 de junho de 2019    | Rio de Janeiro, Brasil           | Peru              | 1–3    | Derrota   | Copa América de 2019        |
| 19. | 13 de outubro de 2020  | La Paz, Bolívia                  | Argentina         | 1–2    | Derrota   | Elim. Copa do Mundo de 2022 |
| 20. | 12 de novembro de 2020 | La Paz, Bolívia                  | Equador           | 2–3    | Derrota   | Elim. Copa do Mundo de 2022 |
| 21. | 17 de novembro de 2020 | Assunção, Paraguai               | Paraguai          | 2–2    | Empate    | Elim. Copa do Mundo de 2022 |
| 22. | 26 de março de 2021    | Rancagua, Chile                  | Chile             | 1–2    | Derrota   | Amistoso                    |
| 23. | 3 de junho de 2021     | La Paz, Bolívia                  | Venezuela         | 3–1    | Vitória   | Elim. Copa do Mundo de 2022 |
| 24. | 3 de junho de 2021     | La Paz, Bolívia                  | Venezuela         | 3–1    | Vitória   | Elim. Copa do Mundo de 2022 |
| 25. | 8 de junho de 2021     | Santiago, Chile                  | Chile             | 1–1    | Empate    | Elim. Copa do Mundo de 2022 |
| 26. | 5 de setembro de 2021  | Montevidéu, Uruguai              | Uruguai           | 2–4    | Derrota   | Elim. Copa do Mundo de 2022 |
| 27. | 5 de setembro de 2021  | Montevidéu, Uruguai              | Uruguai           | 2–4    | Derrota   | Elim. Copa do Mundo de 2022 |
| 28. | 16 de novembro de 2021 | La Paz, Bolívia                  | Uruguai           | 3–0    | Vitória   | Elim. Copa do Mundo de 2022 |
| 29. | 21 de janeiro de 2022  | Sucre, Bolívia                   | Trinidad e Tobago | 5–0    | Vitória   | Amistoso                    |
| 30. | 1 de fevereiro de 2022 | La Paz, Bolívia                  | Chile             | 2–3    | Derrota   | Elim. Copa do Mundo de 2022 |
| 31. | 28 de março de 2023    | Jedá, Arábia Saudita             | Arábia Saudita    | 2–1    | Vitória   | Amistoso                    |

## Vida pessoal
É filho do ex-jogador brasileiro Mauro Martins e da boliviana Ruth Moreno, sendo o quarto de sete irmãos. Na terra natal, é mais conhecido pelo sobrenome Martins, herdado de seu pai, um brasileiro radicado na Bolívia. Por ter nascido e sido registrado lá, o sobrenome paterno foi colocado antes do materno, como comum em países de cultura hispânica (por isso, seu sobrenome completo é Martins Moreno e não Moreno Martins, que já seria a ordem comum em países de cultura lusitana). No Brasil, prevaleceu seu prenome e o sobrenome de sua mãe boliviana, ficando conhecido como Marcelo Moreno.
Está casado desde 2014 com a modelo brasileira Marilisy Antonelli. Com ela teve uma filha, Maria Clara, nascida em 2017.

## Títulos
Vitória
- Campeonato Baiano: 2005, 2007

Cruzeiro
- Campeonato Mineiro: 2008, 2014
- Campeonato Brasileiro: 2014

Shakhtar Donetsk
- Copa da UEFA: 2008-09
- Campeonato Ucraniano: 2010-11

Werder Bremen
- Copa da Alemanha: 2008-09

Flamengo
- Troféu 125 Anos de Uberlândia: 2013
- Copa do Brasil: 2013

Seleção Brasileira
- Copa Sendai: 2005

### Prêmios Individuais
- Troféu EFE: 2014

### Artilharias
- Copa Libertadores da América: 2008 (8 gols)
- League One Chinesa: (2017) (23 gols)
- Eliminatórias da Copa do Mundo FIFA de 2022: (10 gols)